# 온스
온스(ounce, 영어: IPA: [áuns] 아운스[*], 기호 : oz)는 야드파운드법과 미국 단위계의 질량 단위이다. 1 온스는 28.349523125 그램이고 1 파운드의 1/16이다.

## 같이 보기
- 트로이 온스: 금, 은 등 값비싼 금속의 중량단위